# Reciclaje de papel

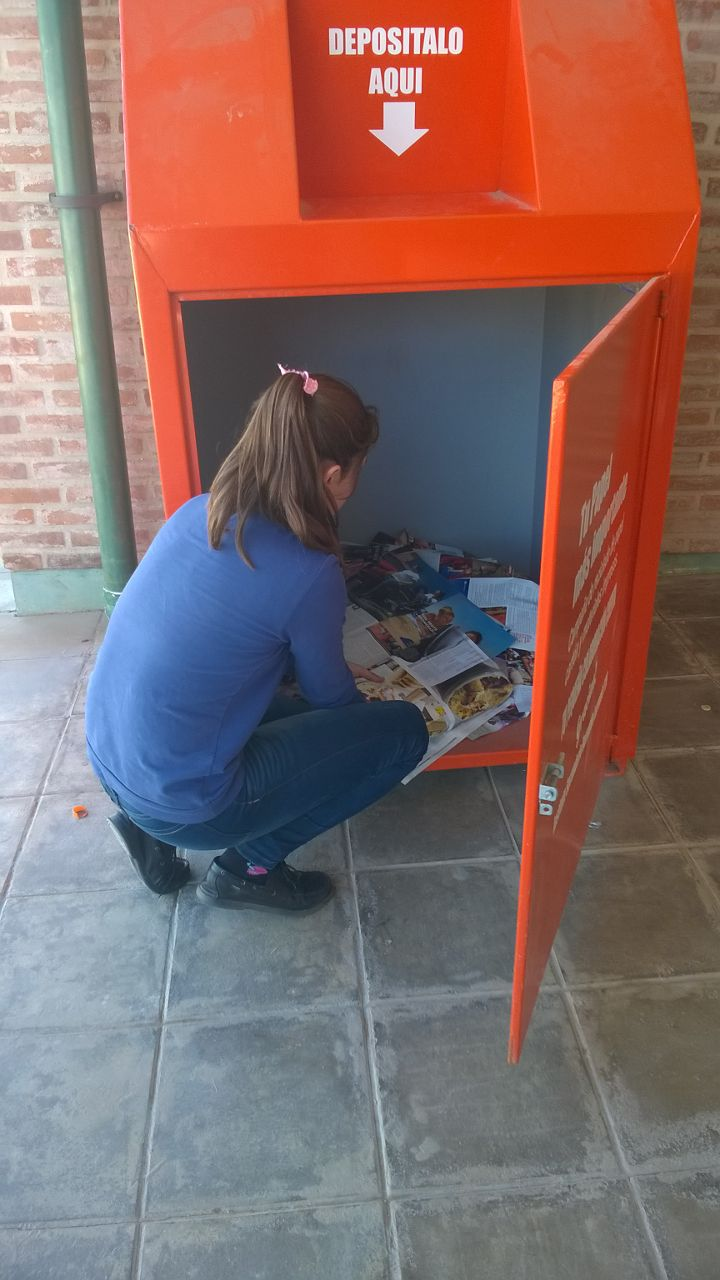
Campaña de Reciclaje de papel y cartón en Bernardo Larroudé, La Pampa, Argentina.

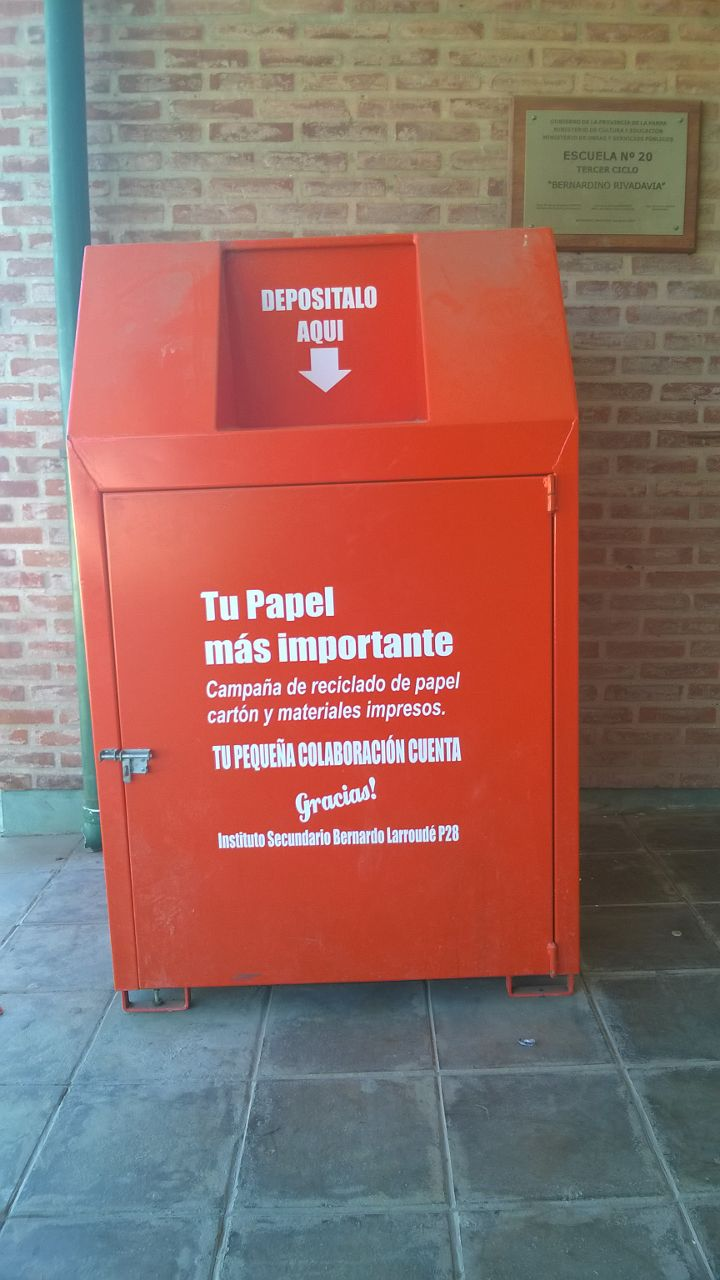
Reciclaje de papel y cartón en Bernardo Larroudé, La Pampa, Argentina.

El reciclaje de papel es el proceso de recuperación de papel ya creado o utilizado para transformarlo en nuevos productos de papel.
Existen cuatro categorías de papel que pueden utilizarse como materia prima para papel reciclado: molido, desechos de -consumo, desecho de post-consumo, papel del inodoro. El papel del inodoro debe ser previamente secado y limpiado ya que puede contener enfermedades parasitarias,diarreicas o gastrointestinales El papel molido son recortes y trozos provenientes de la manufactura del papel, y se reciclan internamente en una fábrica de papel. Los desechos pre-consumo son materiales que ya han pasado por la fábrica de papel, y que han sido rechazados antes de estar preparados para el consumo. Los desechos post-consumo son materiales de papel ya utilizados que el consumidor rechaza, tales como viejas revistas o periódicos, material de oficina, guías telefónicas, etc. El papel que se considera adecuado para el reciclaje es denominado "desecho de papel".

## Proceso actual del reciclaje
El papel se recicla reduciéndolo a pasta de papel y combinándolo con nueva pasta procedente de la madera. Dado que el proceso de reciclaje provoca la ruptura de las fibras, cada vez que se recicla papel la calidad del mismo disminuye, lo que quiere decir que se deben añadir un elevado porcentaje de nuevas fibras, o será sinónimo de productos de menor calidad. Cualquier escrito o coloración del papel se debe primero retirar mediante decoloración.
Casi cualquier tipo de papel se puede reciclar hoy en día, aunque algunos resultan más difíciles de tratar que otros. Los papeles cubiertos con plástico o aluminio, y los papeles encerados, pegados o engomados normalmente no se reciclan por el elevado costo del proceso. Los papeles de regalo tampoco pueden reciclarse debido a su ya de por sí pobre calidad.
En ocasiones, las plantas de reciclaje piden que se retiren los brillos de los periódicos, dado que son de un tipo de papel diferente. Tienen un recubrimiento de arcilla que algunas fábricas no pueden trabajar. La mayoría de la arcilla se retira de la pasta reciclada como lodo.

## Razones para reciclar
La industria del papel supone un efecto en el medioambiente, tanto con las actividades previas (donde se adquieren y procesan las materias primas), como en las posteriores (impacto de eliminación de residuos). El reciclaje del papel reduce este impacto.
Actualmente, el 90 % de la pasta de papel está fabricada con madera. La producción de papel representa aproximadamente un 35% de árboles talados, suponiendo el 1,2% del volumen de producción mundial total.
Reciclar una tonelada de papel de periódico ahorra aproximadamente una tonelada de madera, mientras que reciclando una tonelada de papel impreso o de copias se ahorra algo más de dos toneladas de madera. Esto se debe a que la fabricación de pasta requiere el doble de madera para retirar la lignina y producir fibras de mayor calidad que con los procesos mecánicos de fabricación. La relación entre las toneladas de papel reciclado y el número de árboles salvados no es banal, dado que el tamaño de los árboles varía enormemente y es el factor principal en la cantidad de papel que se puede obtener de un determinado número de ellos.
La mayoría de los fabricantes de pasta de papel llevan a cabo una reforestación para asegurar un continuo abastecimiento de papel. En Canadá, el Programa para la Aprobación de la Certificación Forestal (PEFC en inglés) y el Consejo de Manejo Forestal (FSC) certifican que el papel hecho de los árboles talados se ajusta a las guías de actuación, asegurando buenas prácticas forestales. Se estima que reciclar la mitad del papel mundial evitaría la tala de 20 millones de hectáreas (81.000 km²) forestales.
A modo de resumen, algunas razones para reciclar papel son el ahorro de:
- 17 árboles adultos.
- 2,5 metros cúbicos de desperdicios.
- 27.000 litros de agua.
- 1440 litros de aceite.
- 4100 kilovatios-hora (14.700 megajulios) de energía.
- 27 kilogramos de contaminantes.

Por cada tonelada de papel reciclado, en comparación con la producción de esa misma tonelada de papel virgen.

### Energía
El consumo de energía se reduce reciclando, aunque existe un debate sobre el ahorro real de energía. La Administración para la Información sobre la Energía afirma que se reduce un 40% de energía cuando el papel es reciclado con respecto a cuando se fabrica con pasta no reciclada, mientras que la Oficina Internacional de Reciclaje (Bureau of International Recycling, siglas BIR en inglés), sostiene que la reducción es del 64%.

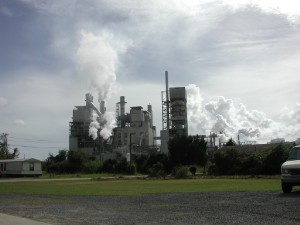
Fábrica de papel.

Algunos cálculos muestran que reciclar una tonelada de papel de periódico ahorra hasta 4.000 kWh de electricidad, aunque este cálculo podría ser demasiado elevado, ya que es bastante electricidad como para abastecer una casa europea de tres habitaciones durante todo un año, o suficiente para calentar y refrigerar por aire acondicionado una casa media en Estados Unidos durante casi seis meses
Reciclar para fabricar papel podría en realidad consumir más combustible que si se fabrica directamente nueva pasta de papel; sin embargo, estas plantas de reciclaje reciben toda su energía de la quema de desechos de madera (corteza de árboles, raíces), y subproductos de la lignina. Las fábricas de papel que producen nueva pasta por procedimientos mecánicos utilizan elevadas cantidades de energía; una estimación aproximada de la energía eléctrica requerida es de 10 gigajulios por tonelada de pasta, que normalmente proviene de plantas hidroeléctricas. Las plantas de reciclaje adquieren la mayor parte de su energía de compañías energéticas, y dado que suelen estar en áreas urbanas, es como si la electricidad estuviese generada por la quema de combustibles fósiles.

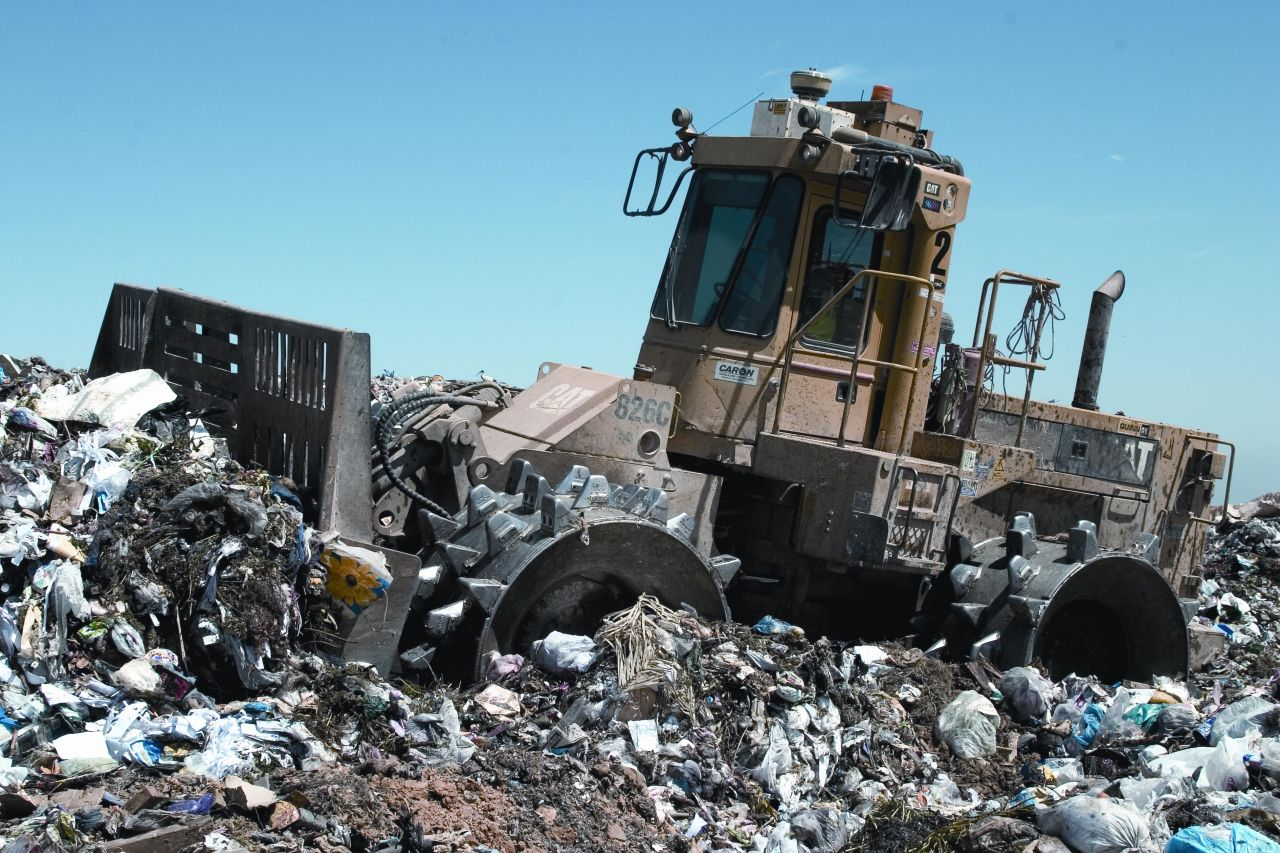
Compactadora en un vertedero australiano.

### Uso de los vertederos
En Estados Unidos, cerca de un 35% de los residuos sólidos urbanos (antes del reciclaje) en cuanto al peso, son papel o productos de papel. Reciclar una tonelada de papel de periódico ahorra tres metros cúbicos de desechos. La incineración del papel ya usado es una opción que normalmente se prefiere a la del vertedero, dado que de esta forma se genera energía útil. Los materiales orgánicos, incluido el papel, se descomponen en los vertederos, aunque en algunas ocasiones lo hacen lentamente y liberando metano, un potente gas de efecto invernadero. Muchos grandes vertederos reúnen este metano para utilizarlo como biogás combustible. En áreas muy urbanizadas, como las de la mayoría de Europa y el noreste de los Estados Unidos, las extensiones adecuadas para vertederos escasean y deben ser utilizadas con cuidado, aunque afortunadamente, es en estas áreas donde la recolección de papel usado es también más eficiente dado que crea más trabajos y ahorra espacios en otros vertederos.

### Contaminación de agua y aire
La Agencia de Protección Medioambiental de los Estados Unidos (EPA) descubrió que reciclar causa un 35% menos de contaminación del agua y un 74% menos de contaminación aérea que cuando se fabrica papel virgen. Las fábricas de papel pueden ser fuentes de ambas contaminaciones, especialmente si están fabricando pasta de papel blanqueada, aunque las fábricas modernas producen una contaminación considerablemente menos que las de hace algunas décadas. Reciclar papel disminuye la demanda de papel virgen y por tanto reduce la cantidad total de contaminación que se asocia con la manufactura del papel. El papel reciclado puede ser blanqueado con los mismos productos químicos que se usan para blanquear el papel virgen, aunque el peróxido de hidrógeno y el hidrosulfito de sodio son los agentes blanqueantes más frecuentes, de cualquier modo. El papel reciclado, o el papel derivado de él, se conoce como LPC, libre de procesos clorados, en caso de que no se hayan utilizado productos clorados durante el proceso del reciclado.

## Reciclaje de papel por país

### México
Actualmente se acopian y reciclan en México alrededor de 3,2 millones de toneladas de papel anualmente utilizándose la infraestructura y los mecanismos establecidos y/o apoyados por las empresas fabricantes de papel lo cual representa un 47% del consumo de este producto aproximadamente.

### España
En España, según datos del Ine, en el año 2013 se reciclaron 4,5 millones de toneladas de papel y cartón, que supone el 18,8% de todos los residuos generados en el país.

## Críticas al reciclaje
Algunos de los ya mencionados beneficios del reciclaje de papel han sido duramente criticados, como el hecho de que evite la tala de árboles, ahorre energía, reduzca la contaminación, crea puestos de trabajo o sea más económico.

### Ahorro de energía
Existe controversia en cuánta energía se ahorra por medio del reciclaje. La Administración para la Información de la Energía de Estados Unidos (EIA), afirma en su página web que una planta de reciclado de papel utiliza un 40% menos de energía para fabricar papel reciclado que la que utiliza cuando la materia prima es la madera. Los críticos, por el contrario, argumentan que durante el proceso global puede gastarse más energía al producir bienes reciclados que cuando se fabrican con los métodos tradicionales. En 2008, un informe del Instituto de Ingenieros Mecánicos del Reino Unido se preguntaba:

¿Es reciclar siempre la mejor opción? No si no hay demanda para los materiales reciclados. No si se gasta más energía y se emiten más gases de efecto invernadero durante el proceso de reciclaje de los que se emitirían al manufacturar un nuevo producto. No si en realidad no reciclamos, sino que clasificamos los residuos en pilas de diferentes materiales y los enviamos al extranjero, sin controlar lo que pasa con ellos después.

### Ahorro económico
La cantidad de dinero que se ahorra en realidad por el reciclado depende de la eficiencia del programa de reciclado que se utilice para ello. El instituto para la Independencia Local, en Estados Unidos, afirma que el coste del reciclaje depende de varios factores que rodean a la comunidad que recicla, como lo que cobren los vertederos y la cantidad de residuos que la comunidad recicla. Sostiene que las comunidades empiezan a ahorrar dinero cuando el reciclaje es sustitutivo del sistema de eliminación de residuos tradicional, más que cuando lo añaden a la eliminación habitual.
En un artículo de 1996 del New York Times, John Tierney argumentaba que cuesta más dinero reciclar la basura de Nueva York que disponerla en un vertedero. Tierney sostenía que el proceso de reciclaje emplea gente adicional para tal tarea, además de empleados para clasificar e inspeccionar, y de las tasas que se deben abonar, resumiendo así que los costes del proceso para fabricar el producto final son con frecuencia mayores que los beneficios de sus ventas.

### Condiciones laborales
Los críticos suelen argumentar que mientras el reciclaje crea puestos de trabajo, con frecuencia son trabajos con un salario bajo y unas condiciones laborales deplorables. En ocasiones, estos trabajadores desempeñan una labor que no llega a producir lo que la empresa gasta en sus salarios.

### Tala de árboles
El economista liberal Steven Landsburg, autor del escrito titulado Por qué no soy un medioambientalista, afirma que el reciclaje de papel reduce en realidad la población forestal. Lo afirma por el hecho de que las compañías de papel cuenten con incentivos para reforestar los bosques por sí mismos; una elevada demanda de papel lleva a mantener grandes bosques. Por el contrario, una pequeña demanda de papel nos lleva a bosques más maduros. Argumentos similares expresó en un artículo de 1995 a favor del mercado libre.
Cuando las compañías forestales talan árboles, otros se plantan en su lugar. La mayoría del papel proviene de bosques que se mantienen específicamente para la producción de papel. Muchos defensores del medio ambiente señalan, sin embargo, que estos bosques granja son peores que los bosques vírgenes en muchos aspectos. Los bosques granja no pueden reparar el suelo tan rápido como los vírgenes, causando la erosión del suelo y por tanto de los bosques, y necesitando con frecuencia fertilizantes para mantenerse, además de contener menor biodiversidad que en los vírgenes. Además, los nuevos árboles plantados no son de igual tamaño que los árboles que se cortaron.
El reciclaje de papel no debería confundirse con salvar el bosque tropical. Mucha gente tiene el falso concepto de que fabricar papel es lo que está causando la deforestación de los bosques tropicales, pero raramente este tipo de madera se usa para tal fin. La deforestación se produce principalmente por la presión demográfica, que demanda más tierras para la agricultura y la construcción. Por tanto, el reciclaje de papel, aunque reduce la demanda de árboles, no beneficia los bosques tropicales.

## El papel de prensa
Existen límites en el porcentaje de papel de prensa mundial que puede manufacturarse a partir de fibra reciclada. El límite superior más obvio, es el de la propia naturaleza del reciclado. Parte de las fibras que entran en una planta de reciclaje se pierde durante el proceso, debido a las ineficiencias inherentes al mismo. Según la página web de los Amigos de la Tierra del Reino Unido, la fibra de madera solo puede reciclarse cinco veces, debido al daño que sufre durante los reciclajes. Así, una determinada cantidad de fibra virgen, nueva, se requiere cada año, incluso aunque una planta de reciclaje siga utilizando papel 100% reciclado. Además, algunos periódicos viejos nunca llegarán a una planta de reciclaje, adquiriendo una gran cantidad de utilidades domésticas e industriales, o incluso terminando en el vertedero.
Las tasas de reciclaje varían según el país, e incluso dentro de los mismos países varían entre áreas rurales y urbanas, así como dentro de las mismas ciudades. La Asociación Americana del Papel y los Bosques (AFPA, de las siglas en inglés), estima que más de un 72% del papel de prensa que se produjo en Norteamérica en 2006 se recuperó para la reutilización o la exportación. Del porcentaje reutilizado, la AFPA estima que cerca de un tercio vuelve a la manufactura del papel. Las tasas de reciclaje pueden también variar según el precio pagado en el mercado por el papel, que puede ser variable. Como ejemplo, en los últimos años, al crecer China como manufacturadora de varios tipos de papel y empaquetado (utilizando cantidades significativas de fibra reciclada importada, entre otros, de los Estados Unidos), su demanda de viejos periódicos ha sido en ocasiones tan fuerte que ha llegado a influir en los precios de compra de fibra reciclada en todo el mundo. Aunque un precio alto por la fibra reciclada es una buena noticia para ese objetivo de reducir las cantidades de productos en vertedero, se pueden afectar los beneficios de las fábricas de papel de periódico que usan fibras recicladas.
Una consideración importante en la selección de la fibra para las fábricas de papel de periódico, aparte de los costos, es la elevada velocidad de las modernas máquinas y prensas con las que cuentan. Existen máquinas en los Estados Unidos operando a velocidades que se aproximan a los 1.400 metros por minuto, según la información del grupo RISI inc., mientras que las máquinas más novedosas del mundo, incluidas algunas instaladas en China, pueden llegar a velocidades de 1.800 metros por minuto. Las prensas más nuevas pueden correr a velocidades de 90.000 copias por hora (según la asociación industrial IFRA).[cita requerida]